# Vitamina B1
La vitamina B1, también conocida como tiamina (Vitamina de la moral), es una vitamina hidrosoluble, insoluble en alcohol, que forma parte del complejo B. Su absorción ocurre en el intestino delgado (yeyuno, íleon) como tiamina libre y como difosfato de tiamina (TDP), la cual es favorecida por la presencia de vitamina C y ácido fólico, pero inhibida por la presencia de etanol (alcohol etílico). Es necesaria en la dieta diaria de la mayor parte de los vertebrados y de algunos microorganismos. Su carencia en el organismo humano provoca enfermedades como el beriberi y el síndrome de Korsakoff. Químicamente, consta de dos estructuras cíclicas orgánicas interconectadas: un anillo pirimidina con un grupo amino y un anillo tiazol azufrado unido a la pirimidina por un puente metileno…

## Historia de la tiamina
La tiamina fue descubierta en 1910 por Umetaro Suzuki en Japón mientras investigaba cómo el salvado de arroz curaba a los pacientes del beriberi. La llamó ácido abérico, gracias a que observó el efecto que tenía sobre los síntomas de esta enfermedad, pero no determinó su composición química. Fue en 1926 cuando Jansen y Donath aislaron y cristalizaron por primera vez la tiamina del salvado de arroz (la nombraron aneurina, por ser identificada como vitamina antineurítica). Su composición química y síntesis fue finalmente reportada por Robert R. Williams en 1935. El nombre de tiamina designa la presencia de azufre y de un grupo amino en la molécula compleja. Ésta también se convierte en un coenzima, llamado TPP (tiamina pirofosfato o pirofosfato de tiamina), que participa entre otras en las reacciones de descarboxilación.

## Formas activas de la tiamina

### Difosfato de tiamina (TDP)
Su  forma activa, el pirofosfato de tiamina o difosfato de tiamina, es sintetizada por la enzima tiamina-pirofosfoquinasa, la cual requiere tiamina libre, magnesio y ATP (trifosfato de adenosina) y actúa como coenzima en el metabolismo de los hidratos de carbono, permitiendo metabolizar el ácido pirúvico o el ácido alfa-cetoglutárico.  Además, participa en la síntesis de sustancias que regulan el sistema nervioso. Los siguientes ejemplos incluyen:

#### En los mamíferos
- Como coenzima de la piruvato deshidrogenasa (enzima clave en la descarboxilación oxidativa del piruvato para la formación de acetil-CoA) y la alfa-cetoglutarato deshidrogenasa (enzima del ciclo de Krebs).
- Coenzima del complejo deshidrogenasa de alfa cetoácidos provenientes de los aminoácidos de cadena ramificada. Enzimas que catalizan la separación y la transferencia de grupos aldehído. Por tanto, el TPP actúa como transportador transitorio de dichos grupos aldehído, que se unen al anillo de tiazol.
- Coenzima de las transcetolasas para la formación de cetosas (vía de las pentosas para sintetizar NADPH y las pentosas ribosa y desoxirribosa).[5]

#### En otras especies
- Coenzima de piruvato decarboxilasa (en levadura)
- En bacterias la coenzima de la Glioxilato Carboligasa, que participa en la formación de Semialdehido tartróncio[6]

### Trifosfato de tiamina (TTP)
El tiamina trifosfato o trifosfato de tiamina (TTP) participa en reacciones de descarboxilación, por ejemplo en  la conversión de piruvato a Acetil-CoA, en la conversión de 2-oxoglutarato a succinil-CoA y en la vía de las pentosas es coenzima de la transcetolasa.  En general actúa como coenzima en reacciones de descarboxilación de un α-oxo-ácido a aldehído, como en la fermentación alcohólica (piruvato descarboxilasa); en la generación de α-cetoles desde α-oxo-ácidos, como en la oxidación de piruvato a Acetil-CoA o en la síntesis de acetolactato un precursor de valina y leucina.
El tiamina trifosfato o trifosfato de tiamina (TTP) ha sido considerado una forma neuroactiva específica de la tiamina. Sin embargo, se demostró que existe en bacterias, hongos, plantas y animales, lo que sugiere que tiene un rol celular mucho más general. Se sintetiza a partir del pirofosfato de tiamina (TDP) y de ATP a través de la enzima TDP-ATP fosforiltransferasa (la cual se expresa en el cerebro, el riñón, el hígado y el corazón). Su función está asociada a la función no coenzimática de la tiamina, y está relacionada con la síntesis de sustancias que regulan el sistema nervioso.
No confundir con la timidina trifosfato o trifosfato de timidina (TTP), un desoxinucleósido.[cita requerida]

## Inhibidores
Los principales inhibidores de la vitamina B1 o tiamina son:

### Piritiamina
La piritiamina es un análogo de la tiamina. La piritiamina tiene como anillo central un piridino en lugar del anillo tiazol de la Tiamina Piro Fosfato TPP.  La piritiamina es un antibiótico de la familia de los RiboInterruptores (Riboswitches) que inhibe crecimiento en hongos y bacterias. Este análogo  genera síntomas de parálisis y se ha demostrado que desplaza la tiamina de preparaciones con nervios.

### Tetrodotoxina
La tetrodotoxina (TTX) es una neurotoxina, bloquea la conducción nerviosa inhibiendo la absorción de Sodio y también promueve la liberación de tiamina por las membranas neuronales.

### Tiaminasa
Es una anti-vitamina que rompe el enlace que une los dos anillos (tiazol-pirimidina) de la tiamina de tal modo que se vuelva no funcional. La tiaminasa está principalmente en alimentos crudos, como en el pescado de agua dulce, entre otros, al igual que en otros alimentos como el té y el café. Las bacterias de la flora intestinal también la sintetizan.

### Bebidas alcohólicas
El etanol es otro gran inhibidor, gracias a que también tiende a competir con la vitamina, evitando su absorción.

## Nutrición
La tiamina desempeña un papel importante en el metabolismo de carbohidratos principalmente, por lo que una dieta rica en carbohidratos requiere más tiamina, que una dieta hipergrasa.  Además la tiamina participa en el metabolismo de grasas, proteínas y ácidos nucleicos (porque es coenzima en la ruta de la pentosas). Es esencial para el crecimiento y desarrollo normal y ayuda a mantener el funcionamiento propio del corazón, sistema nervioso y digestivo. La tiamina es soluble en agua, y la reserva en el cuerpo es baja; concentrándose en el músculo esquelético principalmente; bajo la forma de TDP (80%) TTP (10%) y el resto como tiamina libre.
Estudios publicados en agosto de 2007 señalan que la ingesta de alimentos ricos en tiamina prevendría de ciertos graves efectos de las diabetes (sobre todo de complicaciones cardiovasculares, renales y oculares) ya que la tiamina protege a las células ante los niveles elevados de glucosa.
Su falta de consumo provoca una anomalía en el metabolismo y puede producir diarrea, polineuritis, dilatación cardíaca y pérdida de peso, por lo que debe ingerirse en cantidades adecuadas para evitar contraer estas enfermedades.

## Absorción y depósito

Estructura química de la tiamina.

La tiamina se absorbe por un mecanismo pasivo (a dosis altas) y por un mecanismo activo (a dosis bajas) y en este proceso se fosforila, su lugar de absorción es en el intestino delgado mediante dos transportadores específicos: el transportador de tiamina de tipo 1 (hTHTR1) y el transportador de tipo 2 (hTHTR2), aunque también pueden participar otros transportadores de menor importancia metabólica.
Una vez absorbida, circula unida a albúmina y eritrocitos. Se deposita principalmente en forma de pirofosfato de tiamina, su lugar más importante de almacenamiento es el músculo, aunque también en el corazón, hígado, riñones y cerebro. 
El depósito corporal alcanza los 30 mg y su semivida biológica es de 9 a 18 días. Fue la primera molécula que se descubrió con características de vitaminas, y como químicamente era una amina se denominó «amina vitae» (amina de vida), de donde pasó a llamarse vitamina. Es necesaria para desintegrar los hidratos de carbono y poder aprovechar sus principios energéticos.

## Déficit de tiamina
La mayor parte de las carencias alimentarias de tiamina se deben al aporte insuficiente. La carencia de tiamina puede ser causada por malnutrición, alcoholismo o una dieta rica en alimentos que son fuente de tiaminasa (factor antitiamina, presente en pescados de agua dulce crudos, crustáceos crudos, y en bebidas como el té, café).
Los síndromes bien conocidos por la deficiencia severa de tiamina incluyen el beriberi y el síndrome de Wernicke-Korsakoff (beriberi cerebral), enfermedades también comunes en el alcoholismo crónico.
El déficit de tiamina puede ser evidenciado, suministrando glucosa por vía intravenosa al paciente.
Otras deficiencias no muy severas incluyen problemas conductuales a nivel del sistema nervioso, irritabilidad, depresión, falta de memoria y capacidad de concentración, falta de destreza mental, palpitaciones a nivel cardiovascular, hipertrofia del corazón.
También se ha pensado que muchas personas con diabetes tienen deficiencia de tiamina y que esto puede estar ligado a las complicaciones de la enfermedad.

### Pruebas diagnósticas de la deficiencia de tiamina o B1
Una de las pruebas que diagnostica la deficiencia de tiamina, consiste en medir la actividad de las transcetolasas en los eritrocitos transcetolasa eritrocitaria, la actividad enzimática es puede ser normal en la deficiencia leve, pero aumenta con la adición de la coenzima (TPP). Otra es medir directamente la tiamina en sangre, siguiendo la conversión de tiamina a un derivado thiocromo fluorescente.

## Ingesta diaria recomendada
(Dosis en Miligramos por día)
| Edad                    | Hombres | Mujeres |
| ----------------------- | ------- | ------- |
| 1-3 Años                | 0.5     | 0.5     |
| 4-8 Años                | 0.6     | 0.6     |
| 8-13                    | 0.9     | 0.9     |
| 14-18 Años              | 1.21    | 1.21    |
| + 18 Años               | 1.52    | 1.52    |
| Embarazadas o Lactantes |         | 1.4     |